# 1891 у кіно

## Події
- Вільям Діксон керує будівництвом першої кіностудії Black Maria у Вест Оранжі, Нью-Джерсі. Ця кіностудія знімала короткометражні фільми 1890-тих
- 20 травня — Томас Едісон демонструє фільм «Привітання Діксона» на прототипі горизонтального кінетографа.
- 24 серпня — Томас Едісон патентує кінокамеру. Патент він отримав аж 1897.

## Фільми

### Світове кіно
- «Привітання Діксона» / Dickson Greeting, США (режисер Вільям Діксон)
- «Ньюаркський атлет» / Newark Athlete, США (режисер Вільям Діксон)
- «Чоловіки боксують» / Men Boxing, США (режисер Вільям Діксон)
- «Je vous aime» (режисер Вільям Діксон)

## Персоналії

### Народилися
- 1 січня — Чарльз Бікфорд, американський актор театру, кіно та телебачення (пом. 1967)
- 8 січня — Шор Михайло Львович, російський кінорежисер.
- 10 січня —  Бернард Герзбрун, американським артдиректор та художник-постановник (пом. 1964).
- 15 січня — Агнеса Естергазі, австрійська акторка німого кіно (пом. 1956).
- 8 лютого — Шелюбський Марк Харитонович, український кінокритик.
- 9 лютого — Рональд Колман, британський актор (пом. 1958)
- 2 березня — Комаров Сергій Петрович, російський режисер, актор (пом. 1957)
- 10 березня — Сем Джаффе, американський актор, викладач, музикант та інженер (пом. 1984).
- 14 березня — Бучма Амвросій Максиміліанович, український актор і режисер (пом. 1957).
- 5 квітня — Уткін Олексій Олександрович — російський художник (пом. 1965).
- 10 квітня — Тім МакКой, актор і солдат (пом. 1978).
- 12 квітня — Маргеріт Клейтон, американська акторка (пом. 1968).
- 23 квітня — Сергій Прокоф'єв, композитор (пом. 1953).
- 19 травня — Бек-Назарян Амо Іванович, радянський вірменський кінорежисер, сценарист, актор (пом. 1965).
- 20 травня:
  - Вільям Хаубер, американський кіноактор (пом. 1929).
  - Нікулін Лев Веніамінович, російський письменник, сценарист (пом. 1967).
- 13 червня — Владиславський Володимир Олександрович, радянський актор театру і кіно (пом. 1970).
- 24 червня — Філіпп Рішар, французький актор (пом. 1973).
- 26 червня:
  - Сідні Говард, американський драматург і сценарист (пом. 1939).
  - Карл Лео Пірсон, американський кіномонтажер (пом. 1977).
- 29 червня — Роберт Фрейзер, американський актор (пом. 1944).
- 20 липня — Володін Володимир Сергійович, радянський актор театру і кіно (пом. 1958).
- 23 липня — Гаррі Кон, американський продюсер (пом. 1958).
- 31 липня — Віра Сіссон, американська акторка (пом. 1954).
- 21 серпня — Берт Роач, американський актор (пом. 1971).
- 16 вересня — Стася Наперковська, французька акторка німого кіно, танцюристка (пом. 1945).
- 22 вересня — Ганс Альберс, німецький актор (пом. 1960).
- 29 вересня — Окунєва Віра Іванівна, російська акторка (пом. 1976).
- 10 жовтня — Реймон Бернар, французький кінорежисер та сценарист (пом. 1977).
- 24 жовтня — Артур Едісон, американський кінооператор (пом. 1970).
- 8 листопада — Олесь Досвітній, український письменник, сценарист (пом. 1934).
- 10 листопада — Філіп Сентон, композитор (пом. 1967).
- 12 листопада — Кренжаловський Дмитро, видавав журнал «Кіно» у Львові (1930—1936) (пом. 1946).
- 20 листопада — Реджинальд Лі Денні, англійський сценічний, кіно і телевізійний актор (пом. 1967).
- 25 грудня — Евальд Андре Дюпон, німецький кінорежисер і сценарист (пом. 1956).
- Капралов І. — український актор.
- Нечес Павло Федорович — український організатор кіновиробництва (пом. 1969)

### Померли
- 16 січня — Лео Делібес, композитор
- 22 серпня — Ян Неруда, письменник, сценарист (нар. 1834).
- 27 вересня — Іван Гончаров, російський письменник

(нар. 1812).

### Одруження
- 17 лютого — Джон Джейкоб Астор і Єва Віллінг
- 16 квітня — Артур Толкієн і Мейбл Толкієн